# Dielsiothamnus
Dielsiothamnus is een geslacht uit de familie Annonaceae. Het geslacht telt een soort die voorkomt in Tanzania.

## Soorten
- Dielsiothamnus divaricatus (Diels) R.E.Fr.